# Le Chaudron (salle)
Pour les articles homonymes, voir Chaudron.
Le Chaudron est une salle de sport et de spectacle, situé au Portel, dans le Pas-de-Calais.
C'est la salle de l'ESSM Le Portel, équipe de basket-ball évoluant en Pro A depuis septembre 2016 (anciennement en Pro B). Elle est également utilisée par le lycée professionnel maritime de Boulogne-Le Portel.

## Historique

### Projet et construction
Depuis de nombreuses années, et principalement depuis son accession en Pro B en 2007, le projet d'une nouvelle salle pour le club de basket-ball du Portel était souvent évoqué, celui-ci empruntant la salle du SOMB, le club voisin de Boulogne-sur-Mer, pour jouer ses matchs. En 2009, on estimait l'inauguration de cette nouvelle salle pour septembre 2011.
Le projet du Chaudron a été retenu en décembre 2010 parmi 70 dossiers reçus. Le début des travaux est d'abord prévu au premier trimestre 2012, avant d'être repoussé à septembre 2012, puis au 28 septembre 2013, date de pose de la première pierre.
Le chantier progresse, malgré quelques retards dus à des défauts techniques, à la météo et au placement en redressement judiciaire de l'une des entreprises chargées des travaux.

### Inauguration et premières utilisations
La salle est inaugurée le 28 novembre 2015 avec un match opposant Le Portel à Orchies (Le Portel gagnant 76-65), en présence du maire de la commune Olivier Barbarin, du président de la région Daniel Percheron et du président de la communauté d'agglomération Jean-Loup Lesaffre.
La nouvelle salle est alors opérationnelle pour les rencontres sportives mais nécessite encore un moment avant de pouvoir accueillir des spectacles. Après un concert d'Amir et Joyce Jonathan le 26 avril 2016 dans l'espace VIP devant 350 personnes, et la Nuit des publivores le 7 mai, le premier vrai concert dans le Chaudron est celui organisé par Fun Radio avec Keen'V le 3 juin devant 4200 personnes. D'autres concerts devraient avoir lieu en juillet 2016 dans le cadre du Festival de la Côte d'Opale, notamment avec Tryo et Louane.

## Caractéristiques actuelles
Le Chaudron peut accueillir 3 500 personnes pour des matchs de basket-ball, et 4 600 personnes en configuration spectacle, ce qui en fait la plus grande salle de spectacle de l'agglomération boulonnaise. 
La salle dispose d'un parking de 350 places et de plusieurs autres parkings situés à proximité.
Les sièges sont aux couleurs de l'ESSM, en vert et blanc.